# Всеукраїнський конкурс «Національне дерево України»
Національне дерево України — всеукраїнський конкурс з визначення найстаріших, відомих, історичних, видатних і естетично цінних дерев України. Положення про конкурс затверджене наказом Міністерства екології та природних ресурсів № 611 від 10.12.2009 р.
Раніше частину з цих дерев було взято під державну охорону як ботанічні пам'ятки природи та включено у Природно-заповідний фонд України, деяким, станом на 2011 рік, ще потребується заповідання.

## Номінації конкурсу
- «Найстаріше дерево України» — брало участь 9 дерев;
- «Меморіальне дерево України» — брало участь 10 дерев;
- «Історичне дерево України» — брало участь 8 дерев;
- «Естетично цінне дерево України» — брало участь 8 дерев.

Кожна номінація мала перше, друге і третє місця.

## Критерії відбору на присвоєння звання «Національне дерево України»
У номінації «Найстаріше дерево України» — вік дерева, який повинен перевищувати 1000 років.
У номінації «Меморіальне дерево України» — зв'язок дерева з відомою історичною особою, а також наявність легенд, популярність дерева в народі.
У номінації «Історичне дерево України» — зв'язок дерева з важливою історичною подією, а також наявність легенд, популярність дерева в народі.
У номінації «Естетично цінне дерево України» — оригінальний, казковий, чудернацький вигляд дерева, який викликає у людей зачарування і натхнення, його неповторність, його цінність як елемента ландшафту.

## Переможці конкурсу
Конкурс проводився з лютого по 1 липня 2010 року, 6 липня за результатами конкурсу вийшов наказ Мінприроди України про затвердження переліку Національних дерев України, звання було присвоєно 17 деревам. На презентації Національних дерев України, яка відбулася в київському зоопарку 13 липня 2010 року були присутні понад 40 українських і зарубіжних журналістів, подія висвітлювалася 14 телеканалами.
Найстаріше дерево України
- Маслина Геродота віком близько 2000 років у Нікітському ботанічному саді, найстаріше дерево України — 1 місце в номінації[1];
- Фісташка Біберштейна віком 1700 років в Нікітському ботсаді — 2 місце;
- Дуб Чемпіон віком 1300 років у селі Стужиця Великоберезнянського району Закарпатської області, найстаріший дуб України — 3 місце.

Меморіальне дерево України
- Липа Богдана Хмельницького віком 800 років біля шосе Сасів — Колтів в Золочівському районі Львівської області (за легендою, під цією липою відпочивав Богдан Хмельницький) — 1 місце;
- Три дуби Тараса Шевченка віком 1000 років в селі Будище Звенигородського району Черкаської області (дуби пов'язані з ім'ям Т. Шевченка, який служив у цьому селі) — 2 місце;
- Дуб Максима Залізняка віком 1000 років в селі Буда Чигиринського району Черкаської області — 3 місце.

Історичне дерево України
- Запорізький дуб віком 700 років в Запоріжжі біля річки Верхня Хортиця, на правому березі р. Дніпро, символ козацької слави — 1 місце;
- Юзефінський дуб віком 1000 років в селі Глинне Рокитнівського району Рівненськой області — 2 місце;
- «Золота липа» віком 600 років в місті Бучач Тернопільської області, під якою у XVII столітті було підписано мирний договір Польщі з Туреччиною — 3 місце;
- Мигдаль «Героїчна оборона Севастополя» віком 200 років в Севастополі на Малаховому кургані — 3 місце;
- Дуб Франца Йосифа віком 120 років в селі Лисовичі Стрийського району Львівскої області — 3 місце.

Естетично цінне дерево України
- Дуб Ґрюневальда віком 900 років в Конча-Заспі під Києвом, найстаріше дерево Києва — 1 місце;
- Суничник Єни віком 1300 років в селищі Ореанда (Крим), знайдений в 1964 році географом В. Г. Єною — 2 місце;
- Княжа яблуня віком 250 років в м. Кролевець Сумської області, яка має близько 10 «танцюючих» стовбурів — 3 місце;
- Монастирський дуб віком 800 років в Мезинському національному парку (Чернігівська область), який називають найбильш високим та струнким стародавнім дубом України — 3 місце.

## Дивись також
Видатні дерева Києва
Вікові та меморіальні дерева України
Вікові та меморіальні дерева Європи
Пам'ятка природи